# Olejek cynamonowy
Olejek cynamonowy – olejek eteryczny, pozyskiwany z cynamonowca cejlońskiego (łac. Cinnamomum zeylanicum Nees, Cinnamomum verum J. Presl), gatunku drzewa, należącego do rodziny wawrzynowatych. Gatunek ten jest uprawiany na Cejlonie, Seszelach, Jawie, Komorach, Madagaskarze i w Chinach. Głównym surowcem olejkodajnym jest kora, z której otrzymuje się, metodą destylacji z parą wodną, olejek zawierający 42–75% aldehydu cynamonowego. Jest stosowany do aromatyzowania artykułów spożywczych oraz w perfumerii, kosmetyce i farmacji. Olejki otrzymywane z liści, kwiatów i korzeni mają mniejszą wartość, a ich znaczenie we współczesnej gospodarce jest bardzo ograniczone.

## Otrzymywanie i właściwości olejków

Aldehyd cynamonowy

Eugenol

Olejek pozyskuje się z kory cynamonowca metodą destylacji z parą wodną. W prymitywnych urządzeniach do destylacji, pracujących w miejscu zbiorów, osiągana jest wydajność ok. 0,2% olejku o zapachu cynamonu i korzennym smaku. Olejek zawiera ok. 55% aldehydu cynamonowego i do 18% eugenolu. Znaczna część otrzymanego aldehydu utlenia się do kwasu cynamonowego. W doskonalszych instalacjach destylacyjnych osiąga się wydajność 0,5–1,0%, a zawartość aldehydu cynamonowego waha się w zakresie 42–76% (w zależności od jakości surowca). Poza tym aldehydem olejki z kory zawierają wiele innych związków, od których zależy ich smak i zapach, np. keton metylowo-n-amylowy, furfural, α-L-pinen, L-felandren, p-cymen, aldehyd benzoesowy, aldehyd nonylowy, aldehyd fenylopropylowy (hydrocynamonowy), aldehyd kuminowy, L-linalol, eugenol, kariofylen. Według norm farmakopealnych, olejek cynamonowy powinien zawierać 55–75% aldehydu cynamonowego, do 3% 1,8-cyneolu i 1–4% beta-kariofilenu.
Olejek cynamonowy z liści (łac. Oleum Foliorum Cinnamomi) jest otrzymywany na Cejlonie, Seszelach i Madagaskarze z wydajnością ok. 0,7%.  Olejek ma zapach goździkowo-cynamonowy, ponieważ dominującym składnikiem jest eugenol (65–95% eugenolu, do 5% aldehydu cynamonowego). Olejek cynamonowy z korzenia pachnie kamforą. Zawiera kamforę, pinen, felandren, eukaliptol, eugenol, safrol i inne.
| Właściwości                                       | Olejek z kory                                                                        | Olejek z liści                                                                                       |
|                                                   | a) według Gildemeistra i Hoffmanna b) według Guenthera (1) c) według Guenthera (2)   | a) Cejlon b) Seszele                                                                                 |
| Barwa                                             | jasnożółta                                                                           | prawie bezbarwna                                                                                     |
| Zapach                                            | cynamonowy                                                                           | goździkowo-cynamonowy                                                                                |
| Gęstość, d15/15                                   | a) 1,023–1,040 b) 1,020–1,030 c) 1,011–1,1030                                        | a) 1,044–1,065 b) 1,0206–1,0604                                                                      |
| Skręcalność właściwa, αD                          | a) lekko lewoskrętny b) −1°0' do −2°10' c) −0°6' do −0°52'                           | a) −0°15' do +2°20' b) −2°32' do +1°27'                                                              |
| Współczynnik załamania światła, n20/D             | a) 1,581–1,591 b) 1,5680–1,5700 c) 1,5748–1,5870                                     | a) 1,531–1,540 b) 1,533–1,537                                                                        |
| Zawartość aldehydów (jako aldehyd cynamonowy)     | a) 65–76% b) 51,8–56% c) 62,2–75%                                                    | a) do 4% b) do 5%                                                                                    |
| Zawartość eugenolu                                | a) 4–10% b) 4–18% c) 6–13,2%                                                         | a) 65–95% b) 78–94%                                                                                  |
| Rozpuszczalność (obj. alkoholu 70%/1 obj. olejku) | a) 2–3 b) 1,5–2,5 (niekiedy lekkie zmętnienie) c) 1,5–3,0 (niekiedy >3 i opalizacja) | a) 1–3 (roztwory rozcieńczone niekiedy mętnieją) b) 1–1,5 (roztwory rozcieńczone niekiedy opalizują) |

## Zafałszowania
Olejek cynamonowy z kory bywa fałszowany olejkami z liści lub mieszanin kory i liści. W przypadku takich zafałszowań stwierdza się za małą zawartość aldehydu cynamonowego i za dużą – eugenolu oraz zbyt dużą gęstość. O zafałszowaniu olejkiem kasjowym (cynamonowym chińskim) świadczy wyższa zawartość aldehydu cynamonowego (>76%).

## Zastosowanie
Olejek cynamonowy z kory jest stosowany do aromatyzowania artykułów spożywczych (np. słodycze, sosy, napoje orzeźwiające). Jest składnikiem perfum typu orientalnego oraz środków kosmetycznych, na przykład do pielęgnowania jamy ustnej. Olejek z liści jest surowcem do produkcji eugenolu, który z kolei jest przetwarzany na wanilinę.
Dawniej olejek cynamonowy (otrzymany po raz pierwszy w XVI w.) był wykorzystywany w produkcji panacealnych konfektów, środków na dżumę, oraz spożywczo-leczniczych wódek i spirytusów.
W aromaterapii olejek cynamonowy jest ceniony ze względu na swoje działanie przeciwdrobnoustrojowe, przeciwinfekcyjne, antyseptyczne, trawienne, rozgrzewające, dodające energii i wzmacniające. W tym nurcie terapii komplementarnej produkuje się z niego różnorodne mieszanki wspomagające skórę trądzikową, działające prewencyjnie przeciwko infekcjom górnych dróg oddechowych i rozgrzewające miejscowo.
Aktywność biologiczna i zastosowania w medycynie wiążą się zwykle z zawartością aldehydu benzoesowego, należącego do środków drażniących stosowanych w maściach, na przykład rozgrzewających i przeciwbólowych. Drażnienie komórek czuciowych w jamie ustnej wzmaga wydzielanie soku żołądkowego. Olejki drażniące stosowane w nadmiarze wywołują stany zapalne błony śluzowej żołądka. Biologiczna aktywność aldehydu cynamonowego jest wciąż przedmiotem specjalistycznych badań.